# L'Attente (nouvelle)
Pour les articles homonymes, voir Attente.
L’Attente est une nouvelle de Guy de Maupassant, parue en 1883.

## Historique
L’Attente est initialement publiée dans la revue Le Gaulois du 11 novembre 1883, puis dans le recueil posthume Le Colporteur en 1900.

## Résumé
Mr Lebrument, notaire, raconte dans un fumoir une affaire dont il a été chargé. Un jour, il est appelé au chevet d'une mourante qui lui promet une somme de 5000 francs s’il accepte de léguer son testament à son fils  et de 100 000 francs s'il retrouve le fils en question. Mr Lebrument accepta . 
La mourante décrit alors son passé : dans sa jeunesse elle a aimé un homme, cet homme n’étant pas riche, ses parents l’avaient empêché de l’épouser et la forcèrent à en épouser un autre. Elle eut un enfant avec son époux. À la mort de son mari, elle  est devenue la maîtresse de l'homme qu'elle avait aimé durant sa jeunesse. Lorsqu'il eut découvert leur liaison, son fils partit sans retour. Aussitôt, elle chassa son amant, pensant que cela allait faire revenir son fils, mais vingt années s'écoulèrent et elle resta seule.

## Éditions
- L’Attente, dans Maupassant, Contes et nouvelles, volume I, texte établi et annoté par Louis Forestier, éditions Gallimard, Bibliothèque de la Pléiade, 1974  (ISBN 978-2-07-010805-3).